# Trapani megye
Trapani megye Olaszország Szicília régiójának egyik megyéje. Székhelye Trapani.

## Fekvése
Trapani megye Agrigento és Metropolitan City of Palermo megyékkel határos.

## Községek(comuni)
- Alcamo
- Buseto Palizzolo
- Calatafimi-Segesta
- Campobello di Mazara
- Castellammare del Golfo
- Castelvetrano
- Custonaci
- Erice
- Favignana
- Gibellina
- Marsala
- Mazara del Vallo
- Paceco
- Pantelleria
- Partanna
- Petrosino
- Poggioreale
- Salaparuta
- Salemi
- San Vito Lo Capo
- Santa Ninfa
- Trapani
- Valderice
- Vita